# Akin Akingbala
Akinlolu Akinayi Akingbala, né le 25 mars 1983 à Lagos au Nigeria, est un joueur professionnel de basket-ball. Il commence sa carrière aux États-Unis. Il mesure 2,09 m pour 120 kg. Il obtient un titre de champion de France avec le SLUC Nancy.

## Biographie
En quart de finale des play-off de la saison 2010-2011, Akin Akingbala et Bangaly Fofana se disputent un rebond, Akingbala est victime d'un coup de coude involontaire de Fofana à la troisième minute de jeu. Akingbala s'effondre alors et se met à faire des convulsions et à cracher du sang. Il est alors évacué sur une civière pour se rendre à l’hôpital. Lors de ce séjour, on lui diagnostique un nez cassé et un traumatisme crânien. Cependant Akin Akingbala joue tout de même la belle du 4 juin (seulement 3 jours après le choc). Il explique cette décision par « Mon nez est cassé. Il ne pourra donc pas l'être plus. Je veux jouer et j'en assume l'entière responsabilité ». Lors de ce match, il inscrit 16 points, à 7 sur 9 au tir, et capte 17 rebonds. Lors de la finale, disputée face à Cholet Basket, il inscrit 10 points, capte 7 rebonds et réalise 4 contres en 33 minutes. Nancy remporte le second titre de son histoire en l'emportant 76 à 74.
En février 2015, Akingbala est licencié pour faute grave par son club de Rouen à la suite d'un tweet consécutif à l'attentat contre Charlie Hebdo. Le SPO Rouen considère que le tweet porte atteinte à son image, ce qu'Akingbala récuse,.

## Clubs successifs
- 1998-2002  Brunswick School
- 2002-2006  Tigers de Clemson
- 2006-2007  D-Fenders de Los Angeles
- 2006-2007  CE Lleida
- 2007-2008  BK Ventspils
- 2008-2009  Ouniversitet-Iougra Sourgout
- 2009-2012  SLUC Nancy (Pro A)
- 2012-?  Azovmach Marioupol (Ukraine)
- 2013 (déc.)-2014  Wolves Verviers-Pepinster (Belgique)

## Palmarès
- Champion de France 2011 avec le SLUC Nancy Basket